# Battle Beast
A Battle Beast finn heavy metal/power metal együttes, melyet 2005-ben, Helsinkiben alapított Anton Kabanen gitáros-zeneszerző, a szintén gitáros Juuso Soinio és a dobos Pyry Vikki társaságában. A basszusgitáros Eero Sipilä, Janne Björkroth és az énekesnő Nitte Valo ezt követően csatlakoztak.
2012-ben Nitte Valo távozott, helyére új énekesnő, Noora Louhimo érkezett, aki azóta is az együttes frontembere. Az alapító Anton Kabanen 2015-ben szintén elhagyta a projektet, és megalapította a Beast in Black formációt, az ő helyét Joona Björkroth  vette át.
A Battle Beast 6. nagylemeze 2022 elején jelenik meg.

## Tagok
- Juuso Soinio – ritmusgitár (2005–)
- Pyry Vikki – dobok (2005–)
- Eero Sipilä – basszusgitár, háttérvokál (2005–)
- Janne Björkroth – keytar, háttérvokál (2005–)
- Noora Louhimo – ének (2012–)
- Joona Björkroth – gitár, háttérvokál (2015–)

Korábbi tagok
- Nitte Valo – ének (2005–2012)
- Anton Kabanen – gitár, háttérvokál (2005–2015)

Turnézenészek
- Ossi Maristo – gitár (2015)

Battle Beast, Line-Up at Rockharz 2018
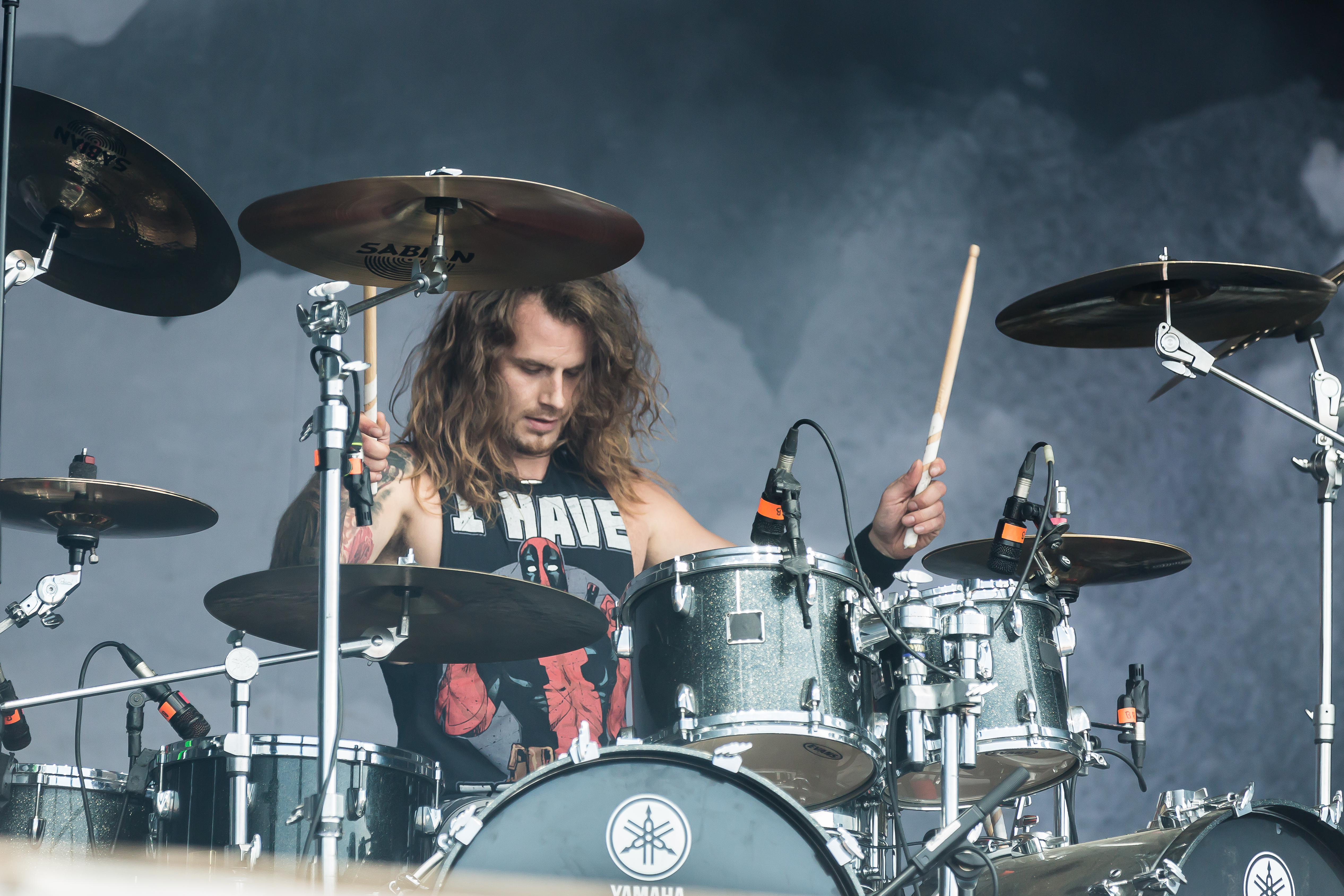
Drummer Pyry Vikki
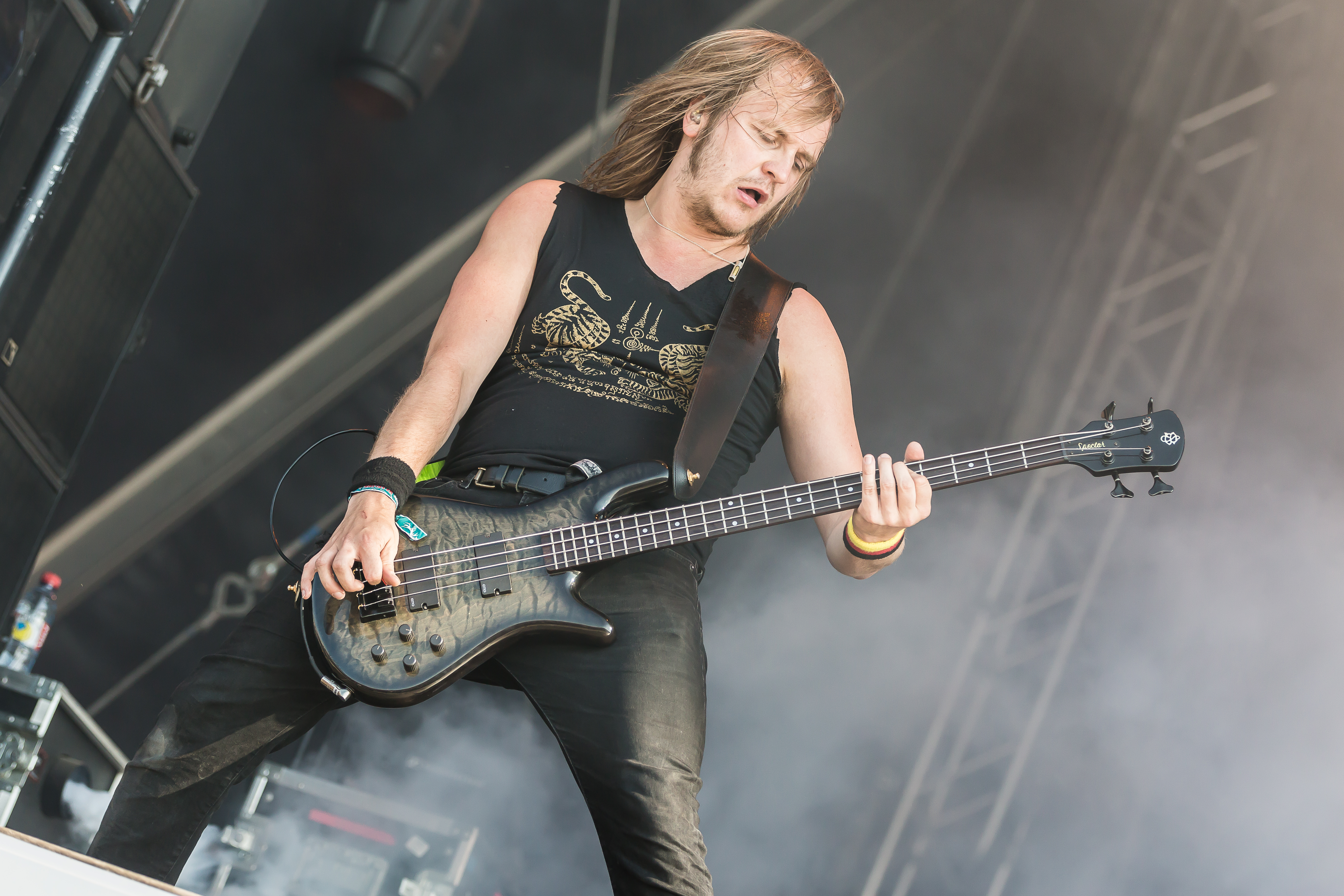
Bassist Eero Sipilä
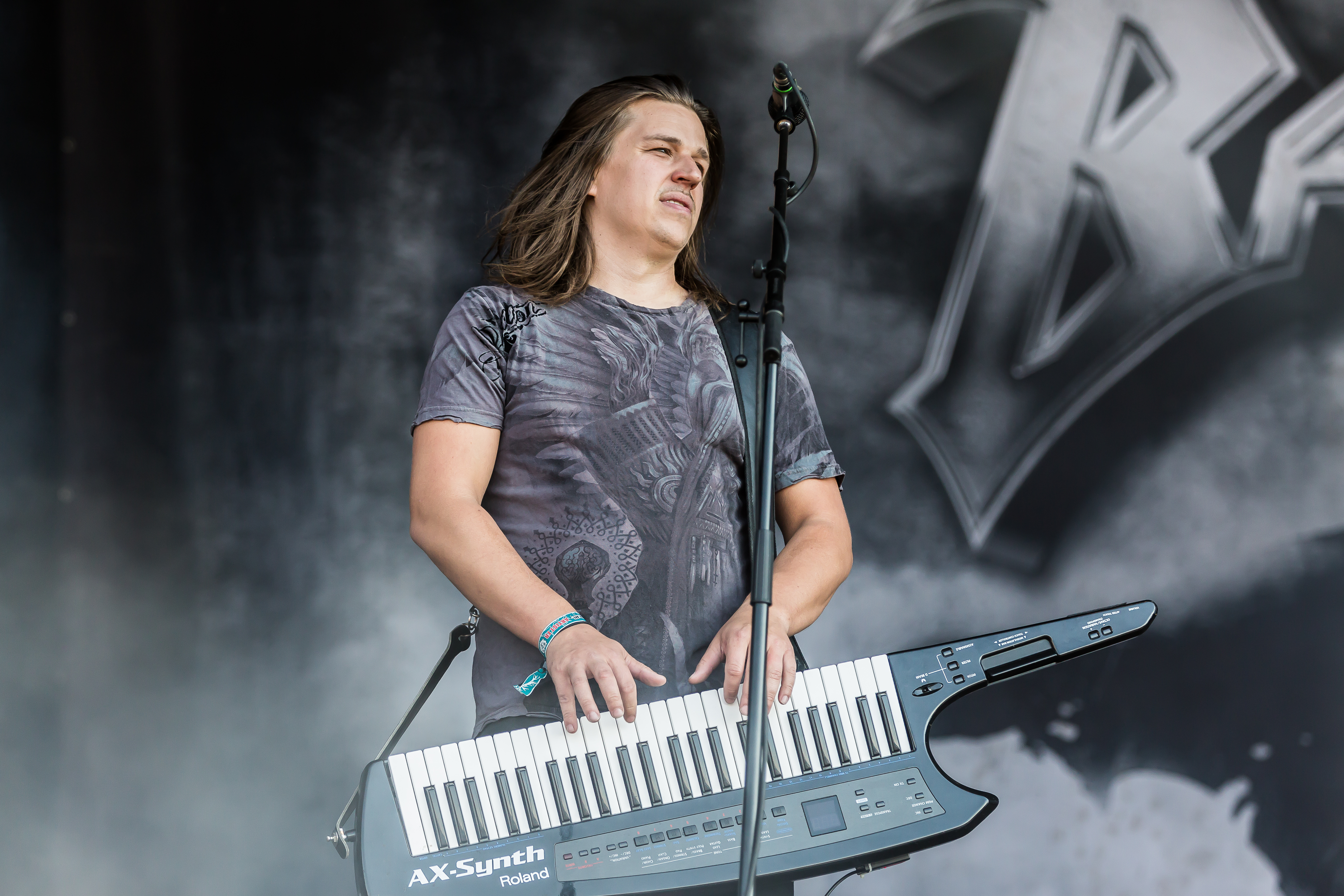
Keytarist Janne Björkroth
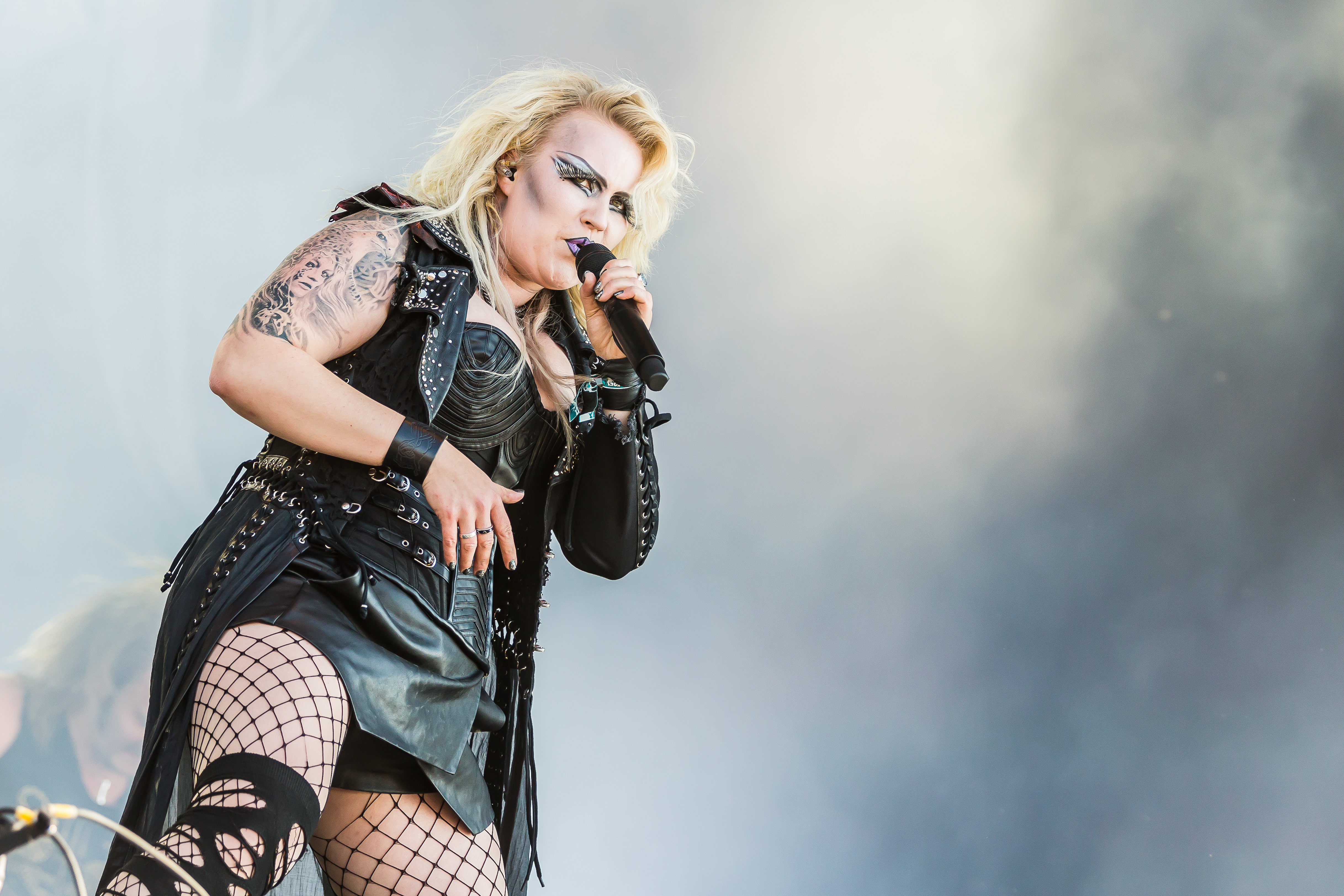
Lead vocalist Noora Louhimo
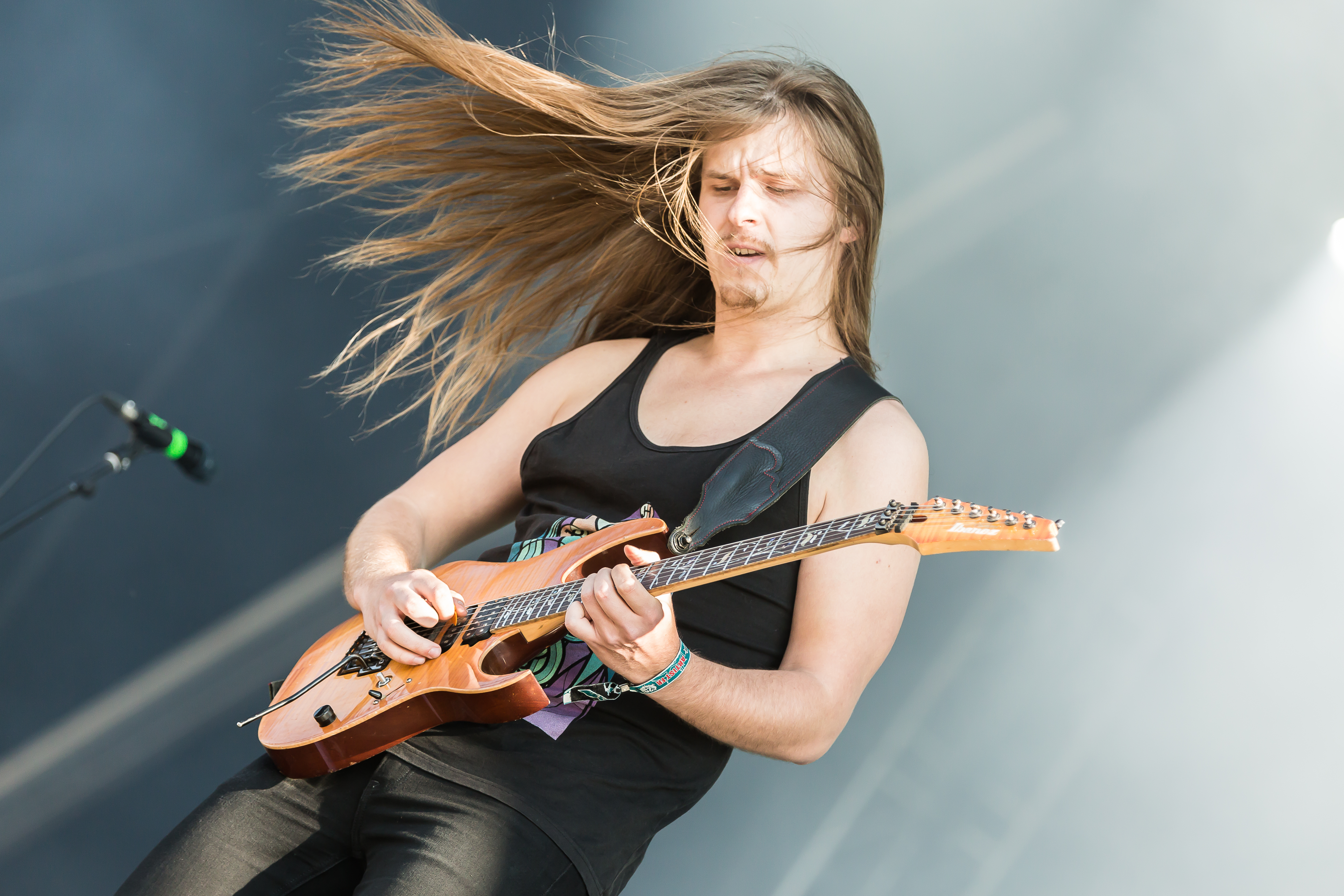
Lead guitarist Joona Björkroth

## Diszkográfia

### Albumok
- Steel (2011)
- Battle Beast (2013)
- Unholy Savior  (2015)
- Bringer of Pain (2017)
- No More Hollywood Endings (2019)
- Circus of Doom (2022)

## Kislemezek
- "Show Me How to Die" (2011)
- "Enter the Metal World" (2011)
- "Into the Heart of Danger" (2013)
- "Black Ninja" (2013)
- "Touch in the Night" (2014)
- "Madness" (2014)
- "King for a Day" (2016)
- "Familiar Hell" (2017)
- "No More Hollywood Endings" (2019)
- "Eden" (2019)
- "Master of Illusion" (2021)
- "Eye of the Storm" (2021)
- "Where Angels Fear to Fly" (2022)